# 1065-й гвардейский артиллерийский полк
1065-й гвардейский артиллерийский Краснознамённый полк (сокр. 1065 ап, в/ч 62297) — тактическое формирование Воздушно-десантных войск Российской Федерации. Находится в составе 98-й гвардейской воздушно-десантной дивизии.
Полк дислоцируется в г. Кострома Костромской области.

## История
Свой славный боевой путь полк начал 18 декабря 1944 г., в самый разгар Великой Отечественной войны, когда по Приказу Народного Комиссариата Обороны СССР № 0047 на хуторе Корбутовка северо-восточнее г. Житомира, в учебном артиллерийском лагере формировался 74-й гвардейский пушечный артиллерийский полк.
Формирование завершилось 22 января 1945 года, а к 23 февраля 1945 года полк передислоцировался на территорию Королевства Венгрия, где вошёл в состав 54-й гвардейской дивизионной артиллерийской бригады 99-й гвардейской стрелковой Свирской дивизии. Своё первое боевое крещение личный состав полка принял 16 марта 1945 года, когда в составе дивизии начал наступление в рамках Венской наступательной операции 3-го Украинского фронта на «Балатонскую» группировку противника, имевшую в своём составе 11 танковых дивизий, а также знаменитую 3-ю танковую дивизию СС «Мёртвая голова».
С 1 мая 1962 года полк находится в составе 98-й гвардейской воздушно-десантной дивизии.

### Вторжение на Украину, 2022 год
Полк принимает участие во вторжении России на Украину в 2022 году. По данным радио «Свобода», участвовал в боях за Мощун.
По заявлениям Украины, 12 сентября 2024 года военнослужащие полка совершили обстрел международной миссии Красного Креста в с. Веролюбовка во время раздачи гуманитарной помощи. Погибло трое гражданских лиц.

## Командиры
- гвардии полковник Ковалёв Сергей Иванович (19??-2011)
- гвардии полковник Коблов Алексей Николаевич (2011-20??)
- гвардии полковник Михайлин Роман Юрьевич (20??—2019)
- гвардии полковник Дюдя Юрий Валерьевич (с 2019)